# Clarendon (Arkansas)
Clarendon is een plaats (city) in de Amerikaanse staat Arkansas, en valt bestuurlijk gezien onder Monroe County.

## Demografie
Bij de volkstelling in 2000 werd het aantal inwoners vastgesteld op 1960.
In 2006 is het aantal inwoners door het United States Census Bureau geschat op 1788, een daling van 172 (-8,8%).

## Geografie
Volgens het United States Census Bureau beslaat de plaats een oppervlakte van
5,0 km², waarvan 4,7 km² land en 0,3 km² water. Clarendon ligt op ongeveer 56 m boven zeeniveau.

## Plaatsen in de nabije omgeving
De onderstaande figuur toont nabijgelegen plaatsen in een straal van 24 km rond Clarendon.